# IFFHS-Welttorhüter des Jahres
Der IFFHS-Welttorhüter des Jahres (original IFFHS World's Best Goalkeeper) ist eine Auszeichnung der International Federation of Football History & Statistics (IFFHS), mit der seit 1987 der Fußball-Welttorhüter des Jahres geehrt wird. Seit 2012 wird auch die Welttorhüterin des Jahres ausgezeichnet. Rekordgewinner sind bei den Männern Gianluigi Buffon, Iker Casillas und Manuel Neuer mit je fünf sowie bei den Frauen Sarah Bouhaddi und Hope Solo mit je vier Auszeichnungen.
Seit 2017 ist die Wahl der IFFHS nicht mehr die einzige zum Welttorhüter des Jahres: Die FIFA ehrt seitdem den FIFA-Welttorhüter des Jahres sowie seit 2019 die FIFA-Welttorhüterin des Jahres. Seit 2019 verleiht auch France Football die Jaschin-Trophäe als Pendant zum Ballon d’Or an den Welttorhüter des Jahres. Seitdem hat die Wahl der IFFHS in der Berichterstattung stark an Bedeutung verloren.

## Gewinner
- Verein: Verein, für den der ausgezeichnete Torhüter aktiv war. Wenn ein Torhüter während des Kalenderjahres den Verein gewechselt hat, wird der abgebende Verein an erster Position genannt.
- Grün markierte Torhüter wurden im selben Jahr von der FIFA als FIFA-Welttorhüter des Jahres (seit 2017) ausgezeichnet
- Gelb markierte Torhüter erhielten im selben Jahr von France Football die Jaschin-Trophäe für den „Welttorhüter des Jahres“ (seit 2019)

| Jahr | Gewinner                | Nationalität    | Verein                                  | Zweiter               | Dritter               |
| ---- | ----------------------- | --------------- | --------------------------------------- | --------------------- | --------------------- |
| 1987 | Jean-Marie Pfaff        | Belgien         | FC Bayern München                       | Rinat Dassajew        | Walter Zenga          |
| 1988 | Rinat Dassajew          | Sowjetunion     | Spartak Moskau FC Sevilla               | Hans van Breukelen    | Walter Zenga          |
| 1989 | Walter Zenga            | Italien         | Inter Mailand                           | Michel Preud’homme    | Rinat Dassajew        |
| 1990 | Walter Zenga (2)        | Italien (2)     | Inter Mailand (2)                       | Michel Preud’homme    | Luis Gabelo Conejo    |
| 1991 | Walter Zenga (3)        | Italien (3)     | Inter Mailand (3)                       | Sergio Goycochea      | Cláudio Taffarel      |
| 1992 | Peter Schmeichel        | Dänemark        | Manchester United                       | Andoni Zubizarreta    | Hans van Breukelen    |
| 1993 | Peter Schmeichel (2)    | Dänemark (2)    | Manchester United (2)                   | Sergio Goycochea      | Jorge Campos          |
| 1994 | Michel Preud’homme      | Belgien (2)     | KV Mechelen Benfica Lissabon            | Thomas Ravelli        | Cláudio Taffarel      |
| 1995 | José Luis Chilavert     | Paraguay        | CA Vélez Sarsfield                      | Peter Schmeichel      | Thomas Ravelli        |
| 1996 | Andreas Köpke           | Deutschland     | Eintracht Frankfurt Olympique Marseille | David Seaman          | José Luis Chilavert   |
| 1997 | José Luis Chilavert (2) | Paraguay (2)    | CA Vélez Sarsfield (2)                  | Angelo Peruzzi        | Peter Schmeichel      |
| 1998 | José Luis Chilavert (3) | Paraguay (3)    | CA Vélez Sarsfield (3)                  | Fabien Barthez        | Edwin van der Sar     |
| 1999 | Oliver Kahn             | Deutschland (2) | FC Bayern München (2)                   | Peter Schmeichel      | José Luis Chilavert   |
| 2000 | Fabien Barthez          | Frankreich      | AS Monaco Manchester United (3)         | Oliver Kahn           | Francesco Toldo       |
| 2001 | Oliver Kahn (2)         | Deutschland (3) | FC Bayern München (3)                   | Óscar Córdoba         | Gianluigi Buffon      |
| 2002 | Oliver Kahn (3)         | Deutschland (4) | FC Bayern München (4)                   | Iker Casillas         | Rüştü Reçber          |
| 2003 | Gianluigi Buffon        | Italien (4)     | Juventus Turin                          | Iker Casillas         | Oliver Kahn           |
| 2004 | Gianluigi Buffon (2)    | Italien (5)     | Juventus Turin (2)                      | Petr Čech             | Dida                  |
| 2005 | Petr Čech               | Tschechien      | FC Chelsea                              | Dida                  | Gianluigi Buffon      |
| 2006 | Gianluigi Buffon (3)    | Italien (6)     | Juventus Turin (3)                      | Jens Lehmann          | Petr Čech             |
| 2007 | Gianluigi Buffon (4)    | Italien (7)     | Juventus Turin (4)                      | Petr Čech             | Iker Casillas         |
| 2008 | Iker Casillas           | Spanien         | Real Madrid                             | Gianluigi Buffon      | Edwin van der Sar     |
| 2009 | Iker Casillas (2)       | Spanien (2)     | Real Madrid (2)                         | Gianluigi Buffon      | Júlio César           |
| 2010 | Iker Casillas (3)       | Spanien (3)     | Real Madrid (3)                         | Júlio César           | Petr Čech             |
| 2011 | Iker Casillas (4)       | Spanien (4)     | Real Madrid (4)                         | Manuel Neuer          | Víctor Valdés         |
| 2012 | Iker Casillas (5)       | Spanien (5)     | Real Madrid (5)                         | Gianluigi Buffon      | Petr Čech             |
| 2013 | Manuel Neuer            | Deutschland (5) | FC Bayern München (5)                   | Gianluigi Buffon      | Petr Čech             |
| 2014 | Manuel Neuer (2)        | Deutschland (6) | FC Bayern München (6)                   | Thibaut Courtois      | Keylor Navas          |
| 2015 | Manuel Neuer (3)        | Deutschland (7) | FC Bayern München (7)                   | Gianluigi Buffon      | Claudio Bravo         |
| 2016 | Manuel Neuer (4)        | Deutschland (8) | FC Bayern München (8)                   | Gianluigi Buffon      | Rui Patrício          |
| 2017 | Gianluigi Buffon (5)    | Italien (8)     | Juventus Turin (5)                      | Manuel Neuer          | Keylor Navas          |
| 2018 | Thibaut Courtois        | Belgien (3)     | FC Chelsea (2) Real Madrid (6)          | Hugo Lloris           | Gianluigi Buffon      |
| 2019 | Alisson                 | Brasilien       | FC Liverpool                            | Marc-André ter Stegen | Jan Oblak             |
| 2020 | Manuel Neuer (5)        | Deutschland (9) | FC Bayern München (9)                   | Jan Oblak             | Alisson               |
| 2021 | Gianluigi Donnarumma    | Italien (9)     | AC Mailand Paris Saint-Germain          | Manuel Neuer          | Édouard Mendy         |
| 2022 | Thibaut Courtois (2)    | Belgien (4)     | Real Madrid (7)                         | Emiliano Martínez     | Bono                  |
| 2023 | Ederson                 | Brasilien (2)   | Manchester City                         | Emiliano Martínez     | Thibaut Courtois      |
| 2024 | Emiliano Martínez       | Argentinien     | Aston Villa                             | Unai Simón            | Giorgi Mamardaschwili |

## Gewinnerinnen
- Verein: Verein, für den die ausgezeichnete Torhüterin aktiv war. Wenn eine Torhüterin während des Kalenderjahres den Verein gewechselt hat, wird der abgebende Verein an erster Position genannt.
- Grün markierte Torhüterinnen wurden im selben Jahr von der FIFA als FIFA-Welttorhüterin des Jahres (seit 2019) ausgezeichnet.

| Jahr | Gewinnerin            | Nationalität           | Verein                                 | Zweite              | Dritte               |
| ---- | --------------------- | ---------------------- | -------------------------------------- | ------------------- | -------------------- |
| 2012 | Hope Solo             | Vereinigte Staaten     | Seattle Sounders                       | Nadine Angerer      | Hedvig Lindahl       |
| 2013 | Hope Solo (2)         | Vereinigte Staaten (2) | Seattle Reign FC                       | Nadine Angerer      | Stina Lykke Petersen |
| 2014 | Hope Solo (3)         | Vereinigte Staaten (3) | Seattle Reign FC (2)                   | —                   | Nadine Angerer       |
| 2014 | Almuth Schult         | Deutschland            | VfL Wolfsburg                          | —                   | Nadine Angerer       |
| 2015 | Hope Solo (4)         | Vereinigte Staaten (4) | Seattle Reign FC (3)                   | Nadine Angerer      | Ayumi Kaihori        |
| 2016 | Sarah Bouhaddi        | Frankreich             | Olympique Lyon                         | Almuth Schult       | Hope Solo            |
| 2017 | Sarah Bouhaddi (2)    | Frankreich (2)         | Olympique Lyon (2)                     | Sari van Veenendaal | Katarzyna Kiedrzynek |
| 2018 | Sarah Bouhaddi (3)    | Frankreich (3)         | Olympique Lyon (3)                     | Almuth Schult       | Ashlyn Harris        |
| 2019 | Sari van Veenendaal   | Niederlande            | FC Arsenal Atlético Madrid             | Sarah Bouhaddi      | Alyssa Naeher        |
| 2020 | Sarah Bouhaddi (4)    | Frankreich (4)         | Olympique Lyon (4)                     | Christiane Endler   | Ann-Katrin Berger    |
| 2021 | Christiane Endler     | Chile                  | Paris Saint-Germain Olympique Lyon (5) | Sandra Paños        | Stephanie Labbé      |
| 2022 | Christiane Endler (2) | Chile (2)              | Olympique Lyon (6)                     | Mary Earps          | Merle Frohms         |
| 2023 | Mary Earps            | England                | Manchester United                      | Sandra Paños        | Zećira Mušović       |
| 2024 | Alyssa Naeher         | Vereinigte Staaten (5) | Chicago Red Stars                      | Cata Coll           | Mary Earps           |

## Ranglisten (Männer)

### Rekordgewinner
Es sind nur Torhüter aufgeführt, die die Wahl mehrfach gewannen. Bei gleicher Anzahl von Titeln wird alphabetisch nach dem Nachnamen sortiert.
| Anzahl | Torhüter            | Jahre                        |
| ------ | ------------------- | ---------------------------- |
| 5      | Gianluigi Buffon    | 2003, 2004, 2006, 2007, 2017 |
| 5      | Iker Casillas       | 2008, 2009, 2010, 2011, 2012 |
| 5      | Manuel Neuer        | 2013, 2014, 2015, 2016, 2020 |
| 3      | José Luis Chilavert | 1995, 1997, 1998             |
| 3      | Oliver Kahn         | 1999, 2001, 2002             |
| 3      | Walter Zenga        | 1989, 1990, 1991             |
| 2      | Thibaut Courtois    | 2018, 2022                   |
| 2      | Peter Schmeichel    | 1992, 1993                   |

### Vereine
Die Platzierung des Vereins innerhalb dieser Rangliste wird durch die Anzahl der Titel bestimmt. Bei gleicher Anzahl von Titeln wird alphabetisch nach Ortsname sortiert. Bei kursiv geschriebenen Jahren spielte der Torhüter nicht über das gesamte Jahr bei diesem Verein.
| Anzahl | Verein             | Jahre                                                |
| ------ | ------------------ | ---------------------------------------------------- |
| 9      | FC Bayern München  | 1987, 1999, 2001, 2002, 2013, 2014, 2015, 2016, 2020 |
| 7      | Real Madrid        | 2008, 2009, 2010, 2011, 2012, 2018, 2022             |
| 5      | Juventus Turin     | 2003, 2004, 2006, 2007, 2017                         |
| 3      | Inter Mailand      | 1989, 1990, 1991                                     |
| 3      | Manchester United  | 1992, 1993, 2000                                     |
| 3      | CA Vélez Sarsfield | 1995, 1997, 1998                                     |
| 2      | FC Chelsea         | 2005, 2018                                           |

### Ligen
Die Platzierung der Liga innerhalb dieser Rangliste wird durch die Anzahl der Titel bestimmt. Bei gleicher Anzahl von Titeln wird alphabetisch sortiert. Bei kursiv geschriebenen Jahren spielte der Torhüter nicht über das gesamte Jahr in dieser Liga.
| Anzahl | Liga             | Jahre                                                      |
| ------ | ---------------- | ---------------------------------------------------------- |
| 10     | Bundesliga       | 1987, 1996, 1999, 2001, 2002, 2013, 2014, 2015, 2016, 2020 |
| 9      | Serie A          | 1989, 1990, 1991, 2003, 2004, 2006, 2007, 2017, 2021       |
| 8      | Primera División | 1988, 2008, 2009, 2010, 2011, 2012, 2018, 2022             |
| 8      | Premier League   | 1992, 1993, 2000, 2005, 2018, 2019, 2023, 2024             |
| 3      | Primera División | 1995, 1997, 1998                                           |
| 3      | Ligue 1          | 1996, 2000, 2021                                           |

### Nationalität
Die Platzierung des Landes innerhalb dieser Rangliste wird durch die Anzahl der Titel bestimmt. Bei gleicher Anzahl von Titeln wird alphabetisch sortiert.
| Anzahl | Verein      | Jahre                                                |
| ------ | ----------- | ---------------------------------------------------- |
| 9      | Deutschland | 1996, 1999, 2001, 2002, 2013, 2014, 2015, 2016, 2020 |
| 9      | Italien     | 1989, 1990, 1991, 2003, 2004, 2006, 2007, 2017, 2021 |
| 5      | Spanien     | 2008, 2009, 2010, 2011, 2012                         |
| 4      | Belgien     | 1987, 1994, 2018, 2022                               |
| 3      | Paraguay    | 1995, 1997, 1998                                     |
| 2      | Brasilien   | 2019, 2023                                           |
| 2      | Dänemark    | 1992, 1993                                           |

## Ranglisten (Frauen)

### Rekordgewinnerinnen
Es sind nur Torhüterinnen aufgeführt, die die Wahl mehrfach gewannen. Bei gleicher Anzahl von Titeln wird alphabetisch nach dem Nachnamen sortiert.
| Anzahl | Torhüter          | Jahre                  |
| ------ | ----------------- | ---------------------- |
| 4      | Sarah Bouhaddi    | 2016, 2017, 2018, 2020 |
| 4      | Hope Solo         | 2012, 2013, 2014, 2015 |
| 2      | Christiane Endler | 2021, 2022             |

### Vereine
Die Platzierung des Vereins innerhalb dieser Rangliste wird durch die Anzahl der Titel bestimmt. Bei gleicher Anzahl von Titeln wird alphabetisch nach Ortsname sortiert.
| Anzahl | Verein           | Jahre                              |
| ------ | ---------------- | ---------------------------------- |
| 6      | Olympique Lyon   | 2016, 2017, 2018, 2020, 2021, 2022 |
| 3      | Seattle Reign FC | 2013, 2014, 2015                   |

### Ligen
Die Platzierung der Liga innerhalb dieser Rangliste wird durch die Anzahl der Titel bestimmt. Bei gleicher Anzahl von Titeln wird alphabetisch sortiert. Bei kursiv geschriebenen Jahren spielte die Torhüterin nicht über das gesamte Jahr in dieser Liga.
| Anzahl | Liga                | Jahre                              |
| ------ | ------------------- | ---------------------------------- |
| 6      | Division 1 Féminine | 2016, 2017, 2018, 2020, 2021, 2022 |
| 4      | NWSL                | 2013, 2014, 2015, 2024             |
| 2      | FA WSL              | 2019, 2023                         |

### Nationalität
Die Platzierung des Landes innerhalb dieser Rangliste wird durch die Anzahl der Titel bestimmt. Bei gleicher Anzahl von Titeln wird alphabetisch sortiert.
| Anzahl | Verein             | Jahre                        |
| ------ | ------------------ | ---------------------------- |
| 5      | Vereinigte Staaten | 2012, 2013, 2014, 2015, 2024 |
| 4      | Frankreich         | 2016, 2017, 2018, 2020       |
| 2      | Chile              | 2021, 2022                   |